# Индиспенсабл (пролив)
Индиспе́нсабл (англ. Indispensable Strait) — пролив в Тихом океане, разделяющие остров Малаита от островов Санта-Исабель, Гуадалканал и Сан-Кристобаль в составе Соломоновых Островов. Ширина составляет около 56 км. Открыт в 1794 году и назван в честь судна Indispensable.
Через пролив проходят важные морские пути, связывающие Тихий океан с Соломоновым и Коралловым морями. Кроме того, Индиспенсабл используется кораблями, следующими из Торресова пролива в Панамский канал.